# Solymosy család

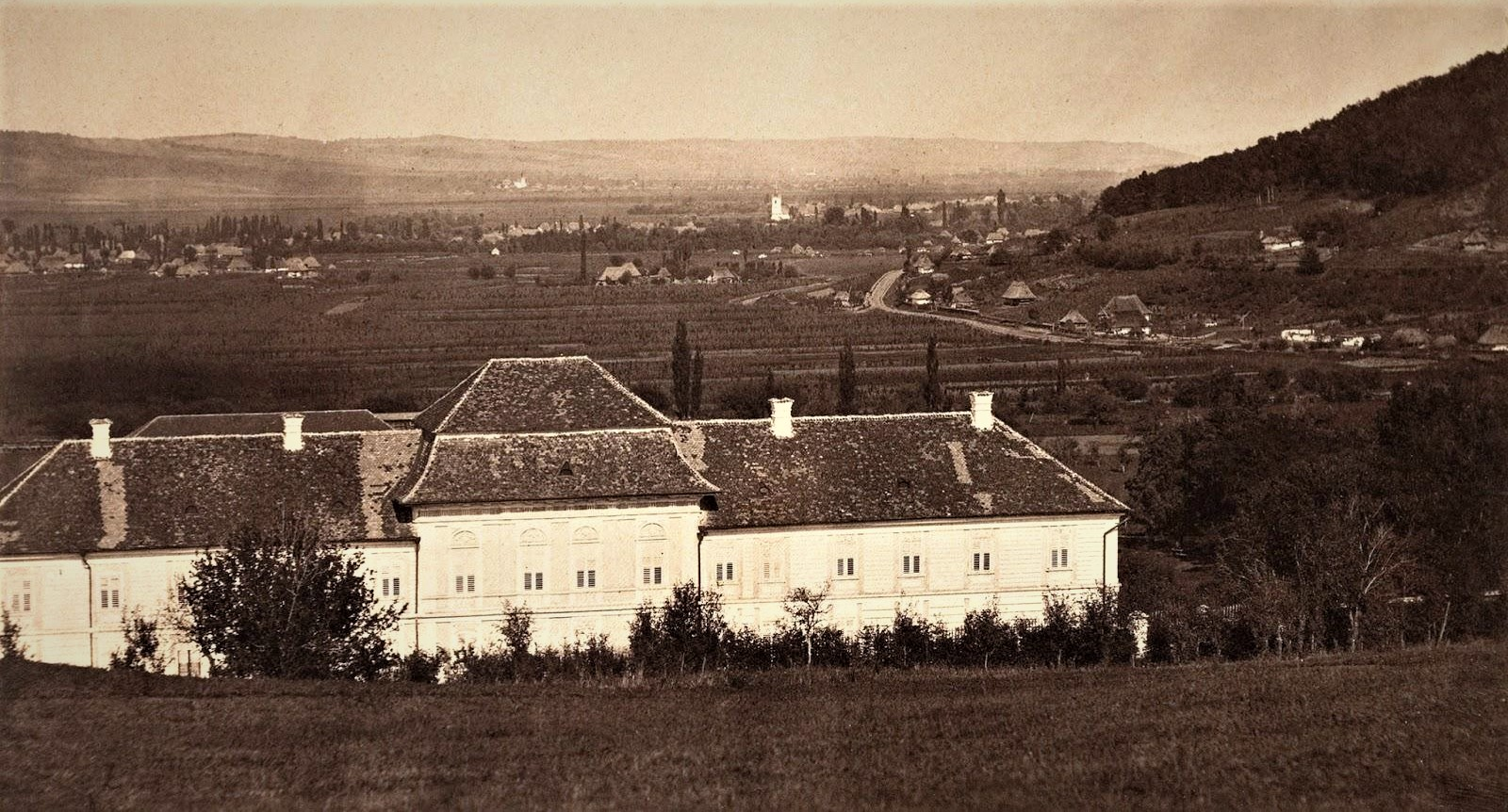
Solymosy-palota

A báró lózsi és egervári Solymosy család egy a 19. században nemességet kapott magyar família.

## Története
A eredeti nevük Falk volt, amíg László győri nagybirtokos és országgyűlési képviselő 1881 végén nemesi, majd 1895-ben bárói címet kapott. Főnemesi címéhez örökös főrendiházi tagság is társult, s még abban az évben Arad vármegyében nagyobb földbirtokot vásárolt. László fia, Ödön szintén országgyűlési képviselő és a Magyaróvári Királyi Gazdasági Akadémia növendéke volt, ahol oklevelet szerzett. A Solymosyak Győr és Arad vármegyén kívül Zala és Vas vármegyében is birtokosok voltak, leginkább az előneveiket szolgáltató Nagylózs és Egervár környékén. A családnak jelenleg az Amerikai Egyesült Államokban és Sopron környékén élnek leszármazottjai.